# Фестивал старопланинских јела Темска
Фестивал старопланинских јела Темска је гастрономска и туристичка манифестација која се традиционално од 2009. године сваке године у организацији Месна заједница села Темска и Туристичка Организација Пирот, у дворишту Основне школе „Душан Радовић“ у Темској, у околини Пирота.

## Опште информације
По угледу на друге напредније регионе Србије по питању сеоског туризма и укупног руралног развоја, настала је ова, сада већ традиционална манифестација, која је 2019. године обележила деседогодишњицу постојања.
На фестивалу старопланинских јела омогућено је бројним туристима и љубитељима гастрономије, да виде и дегустирати традиционална старопланинска јела, насталих на простору Старе планине и њеном окружењу.
Од јубиларног десетог фестивала одржаног 2019. године манифестација поред Фестивалског, по први пут је добила и продајни карактер. Тиме је посетиоцима Фестивцала поред дегустације јела, омогућене и да купе аутентична јела са Старе планине.

## Циљ манифестације
Један од главних циљева манифестације је да се широј јавности прикажу природни ресурсу Пиротског краја кроз гастрономске вештине локалних домаћица у припремању специјалитета и јела са Старе планине, међу којим доминирају: сармице у липовом листу, пихтије од боба, ован на хајдучки начин, јагњетина и јањија, разне врсте пита, сирева, качкаваљ, разни производи од млека, печурке и остале гастрономалије са простора Старе планине.

### Галерија
- Вурда
- Белопаначка "Баница"
- Пеглана кобасица
- Пеглана кобасица
- Пиротски качкаваљ
- Белмуж